# Teku-Teku Mappy
Teku-Teku Mappy (テクテクマッピー?) es un videojuego de lógica para móviles protagonizado por el ratón Mappy que fue publicado por Namco el 14 de febrero de 2003, solo en Japón.